# Adam Sandler
Adam Richard Sandler (sinh ngày 9 tháng 9 năm 1966), là một diễn viên, diễn viên hài, kịch, doanh nhân, nhà sản xuất phim và nhạc sĩ người Mỹ. Sau khi tham gia bộ phim Saturday Night Live, Sandler trở thành ngôi sao tại Hollywood, các bộ phim của anh đã thu về hơn 2 tỷ USD doanh thu tại các phòng vé. Anh được biết đến nhiều với các vai diễn hài hước, chẳng hạn như những bộ phim Billy Madison (1995), Happy Gilmore (1996), The Wedding Singer (1998), The Waterboy (1998), Big Daddy (1999), Mr. Deeds (2002),... Năm 1999, Sandler thành lập Happy Madison Productions, công ty sản xuất phim, chương trình truyền hình, chẳng hạn như series phim truyền hình Rules of Engagement.

## Tiểu sử
Sandler được sinh ra tại Brooklyn, New York in 1966, cha anh Stanley là một kỹ sư điện trong khi mẹ anh, Judy là một giáo viên mầm non. Gia đình anh là người Do thái. Gia đình anh đã chuyển đến Manchester, New Hampshire, anh theo học tại Manchester Central High School. Anh là một người có khiếu hài hước, anh tiếp tục nuôi dưỡng, phát triển tài năng thông qua các buổi biểu diễn tại đại học New York University. Khiếu hài hước của anh chịu nhiều ảnh hưởng từ Mel Brooks, Bill Murray và Rodney Dangerfield. Năm 1988, Sandler tốt nghiệp Tisch School of the Arts tại đại học New York University.

## Cuộc sống cá nhân
Ngày 22 tháng 6 năm 2003, Sandler kết hôn với nữ diễn viên Samantha Titone. Họ có với nhau hai con gái là Sadie Madison Sandler (sinh năm 2006) và Sunny Madeline Sandler (sinh năm 2008). Sandler sống với gia đình ở Los Angeles, anh cũng sở hữu một vài ngôi nhà khác ở New York và Florida.

## Danh sách phim

### Phim Điện ảnh
Ghi chú
| Films that have not yet been released | Phim chưa phát hành |

| Năm  | Phim                                      | Vai                                           | Ghi chú                                                                |
| ---- | ----------------------------------------- | --------------------------------------------- | ---------------------------------------------------------------------- |
| 1989 | Going Overboard                           | Schecky Moskowitz                             | Tác giả                                                                |
| 1992 | Shakes the Clown                          | Dink the Clown                                |                                                                        |
| 1993 | Coneheads                                 | Carmine                                       |                                                                        |
| 1994 | Airheads                                  | Pip                                           |                                                                        |
| 1994 | Mixed Nuts                                | Louie                                         |                                                                        |
| 1995 | Billy Madison                             | Billy Madison                                 | Đồng tác giả                                                           |
| 1996 | Happy Gilmore                             | Happy Gilmore                                 | Đồng tác giả                                                           |
| 1996 | Bulletproof                               | Archie Moses                                  |                                                                        |
| 1998 | The Wedding Singer                        | Robbie Hart                                   |                                                                        |
| 1998 | Dirty Work                                | Satan                                         | Khách mời; không xuất hiện trong credit                                |
| 1998 | The Waterboy                              | Robert "Bobby" Boucher, Jr.                   | Giám đốc sản xuất và tác giả                                           |
| 1999 | Big Daddy                                 | Sonny Koufax                                  | Giám đốc sản xuất và tác giả                                           |
| 1999 | Deuce Bigalow: Male Gigolo                | Robert Justin                                 | Lồng tiếng cameo; không xuất hiện trong credit; đồng giám đốc sản xuất |
| 2000 | Little Nicky                              | Nicky                                         | Giám đốc sản xuất và tác giả                                           |
| 2001 | Joe Dirt                                  |                                               | Giám đốc sản xuất                                                      |
| 2001 | The Animal                                | Townie                                        | Giám đốc sản xuất, khách mời                                           |
| 2002 | Blossoms and Blood                        | Barry Egan                                    | Phim ngắn                                                              |
| 2002 | Mr. Deeds                                 | Longfellow Deeds                              | Đồng giám đốc sản xuất                                                 |
| 2002 | The Master of Disguise                    |                                               | Giám đốc sản xuất                                                      |
| 2002 | Punch-Drunk Love                          | Barry Egan                                    |                                                                        |
| 2002 | Eight Crazy Nights                        | Davey Stone/Whitey Duvall/Eleanor Duvall/Deer | Lồng tiếng Nhà sản xuất và tác giả                                     |
| 2002 | A Day with the Meatball                   | Chính anh                                     | Phim ngắn                                                              |
| 2002 | Sự hoán đổi kỳ diệu                       | Mambuza Bongo Guy                             | Giám đốc sản xuất, khách mời; không xuất hiện trong credit             |
| 2003 | Stupidity                                 | Chính anh                                     | Phim tài liệu                                                          |
| 2003 | Couch                                     | Couch Testing Guy                             | Phim ngắn                                                              |
| 2003 | My Buddy Jack                             | Chính anh                                     | Phim tài liệu ngắn                                                     |
| 2003 | Anger Management                          | Dave Buznik                                   | Giám đốc sản xuất                                                      |
| 2003 | Dickie Roberts: Former Child Star         |                                               | Nhà sản xuất                                                           |
| 2003 | Pauly Shore Is Dead                       | Chính anh                                     | Lồng tiếng; cameo                                                      |
| 2004 | 50 lần hẹn đầu tiên                       | Henry Roth                                    |                                                                        |
| 2004 | Spanglish                                 | John Clasky                                   |                                                                        |
| 2005 | The Longest Yard                          | Paul Crewe                                    | Giám đốc sản xuất                                                      |
| 2005 | Deuce Bigalow: European Gigolo            | Javier Sandooski                              | Nhà sản xuất, khách mời; không xuất hiện trong credit                  |
| 2006 | Grandma's Boy                             |                                               | Giám đốc sản xuất                                                      |
| 2006 | The Benchwarmers                          |                                               | Nhà sản xuất                                                           |
| 2006 | Cú click huyền bí                         | Michael Newman                                | Nhà sản xuất                                                           |
| 2007 | Reign Over Me                             | Charles "Charlie" Fineman                     |                                                                        |
| 2007 | I Now Pronounce You Chuck & Larry         | Charles "Chuck" Levine                        | Nhà sản xuất                                                           |
| 2008 | Strange Wilderness                        |                                               | Giám đốc sản xuất                                                      |
| 2008 | You Don't Mess with the Zohan             | Zohan Dvir/Scrappy Coco                       | Nhà sản xuất, tác giả                                                  |
| 2008 | The House Bunny                           |                                               | Nhà sản xuất                                                           |
| 2008 | Bedtime Stories                           | Skeeter Bronson                               | Nhà sản xuất                                                           |
| 2009 | Paul Blart: Mall Cop                      |                                               | Nhà sản xuất                                                           |
| 2009 | Những người vui tính                      | George Simmons                                |                                                                        |
| 2009 | The Shortcut                              |                                               | Giám đốc sản xuất                                                      |
| 2010 | Những đứa trẻ to xác                      | Leonard "Lenny" Feder                         | Nhà sản xuất, tác giả                                                  |
| 2011 | Cô vợ hờ                                  | Dr. Daniel Leroy "Danny" Maccabee III         | Nhà sản xuất                                                           |
| 2011 | Zookeeper                                 | Donald the Capuchin Monkey                    | Lồng tiếng                                                             |
| 2011 | Pearl Jam 20                              | Opera Man                                     | Không xuất hiện trong credit                                           |
| 2011 | Bucky Larson: Born to Be a Star           |                                               | Nhà sản xuất, tác giả                                                  |
| 2011 | Jack và Jill                              | Jack Sadelstein/Jill Sadelstein               | Nhà sản xuất, tác giả                                                  |
| 2012 | That's My Boy                             | Donald "Donny" Berger                         | Nhà sản xuất                                                           |
| 2012 | Khách sạn huyền bí                        | Count Dracula                                 | Lồng tiếng                                                             |
| 2012 | Here Comes the Boom                       |                                               | Giám đốc sản xuất                                                      |
| 2013 | Những đứa trẻ to xác 2                    | Leonard "Lenny" Feder                         | Nhà sản xuất, tác giả                                                  |
| 2014 | Kỳ nghỉ chết cười                         | Jim Friedman                                  |                                                                        |
| 2014 | Top 5                                     | Chính anh                                     | Cameo                                                                  |
| 2014 | Men, Women & Children                     | Don Truby                                     |                                                                        |
| 2014 | The Cobbler                               | Max Simkin                                    |                                                                        |
| 2015 | Paul Blart: Mall Cop 2                    |                                               | Chỉ có ở nhà sản xuất                                                  |
| 2015 | Joe Dirt 2: Beautiful Loser               |                                               | Chỉ có ở giám đốc sản xuất                                             |
| 2015 | Đại chiến Pixels                          | Sam Brenner                                   |                                                                        |
| 2015 | Tôi là Chris Farley                       | Chính anh                                     | Phim tài liệu (vai cameo)                                              |
| 2015 | Khách sạn huyền bí 2                      | Count Dracula                                 | Lồng tiếng                                                             |
| 2015 | The Ridiculous 6                          | Tommy "White Knife" Stockburn                 |                                                                        |
| 2016 | The Do-Over                               | Max Kessler                                   |                                                                        |
| 2016 | Sandy Wexler                              | Sandy Wexler                                  |                                                                        |
| 2017 | The Meyerowitz Stories (New and Selected) | Danny Meyerowitz                              |                                                                        |
| 2017 | Puppy!                                    | Count Dracula                                 | Lồng tiếng; phim ngắn                                                  |
| 2018 | The Week Of                               | Kenny Lustig                                  |                                                                        |
| 2018 | Father of the Year                        |                                               | Chỉ có ở giám đốc sản xuất                                             |
| 2018 | The Zen Diaries of Garry Shandling        | Chính anh                                     | Không xuất hiện trong credit; lồng tiếng cameo                         |
| 2018 | Khách sạn huyền bí 3: Kỳ nghỉ ma cà rồng  | Count Dracula                                 | Lồng tiếng                                                             |
| 2018 | Adam Sandler: 100% Fresh                  | Chính anh                                     | Phim tài liệu                                                          |
| 2019 | Cái chết bí ẩn                            | Nick Spitz                                    |                                                                        |
| 2019 | Kim cương trong đá                        | Howard Ratner                                 |                                                                        |
| 2020 | Goldman v Silverman                       | Rod Goldman                                   | Phim ngắn                                                              |
| 2020 | Nature Planet                             | Người dẫn chuyện                              | Phim ngắn                                                              |
| 2020 | Adam Sandler: Funny Guy                   | Chính anh                                     |                                                                        |
| 2020 | The Wrong Missy                           |                                               | Chỉ có ở nhà sản xuất                                                  |
| 2020 | Hubie Halloween                           | Hubie Dubois                                  |                                                                        |
| 2022 | Home Team                                 |                                               | Chỉ có ở nhà sản xuất                                                  |
| 2022 | Hustle                                    | Stanley Sugarman                              |                                                                        |
| 2022 | Norm Macdonald: Nothing Special           | Chính anh                                     | Phim tài liệu đặc biệt                                                 |
| 2022 | Spaceman                                  | Jakub Prochazka                               | Đang sản xuất                                                          |
| 2022 | The Out-Laws                              |                                               | Chỉ có ở nhà sản xuất; đang sản xuất                                   |
| TBA  | Cái chết bí ẩn 2                          | Nick Spitz                                    | Đang sản xuất                                                          |
| TBA  | You Are So Not Invited To My Bat Mitzvah  | Andy                                          | Đang sản xuất                                                          |

### Phim Truyền hình
| Năm           | Tiêu đề                 | Vai                      | Ghi chú                                              |
| ------------- | ----------------------- | ------------------------ | ---------------------------------------------------- |
| 1987–90       | Remote Control          | Stud Boy                 | Game show                                            |
| 1987–88       | The Cosby Show          | Smitty                   | 4 tập                                                |
| 1990          | The Marshall Chronicles | Usher                    | Tập phim: "Brightman SATyricon"                      |
| 1990          | ABC Afterschool Special | Drug Dealer              | Tập phim: "Testing Dirty"                            |
| 1993          | The Larry Sanders Show  | Himself                  | Tập phim: "Hank's Wedding"                           |
| 1990–95, 2019 | Saturday Night Live     | Various, Host            | 88 Tập phim                                          |
| 2001          | Undeclared              | Himself                  | Tập phim: "The Assistant"                            |
| 2005          | Getaway                 | Henry Roth               | Tập phim: "Found"                                    |
| 2007          | The King of Queens      | Jeff "The Beast" Sussman | Tập phim: "Mild Bunch"; không xuất hiện trong credit |
| 2013          | Jessie                  | Himself                  | Tập phim: "Punched Dumped Love"                      |
| 2014          | Brooklyn Nine-Nine      | Himself                  | Tập phim: "Broken Feather"                           |

## Âm nhạc

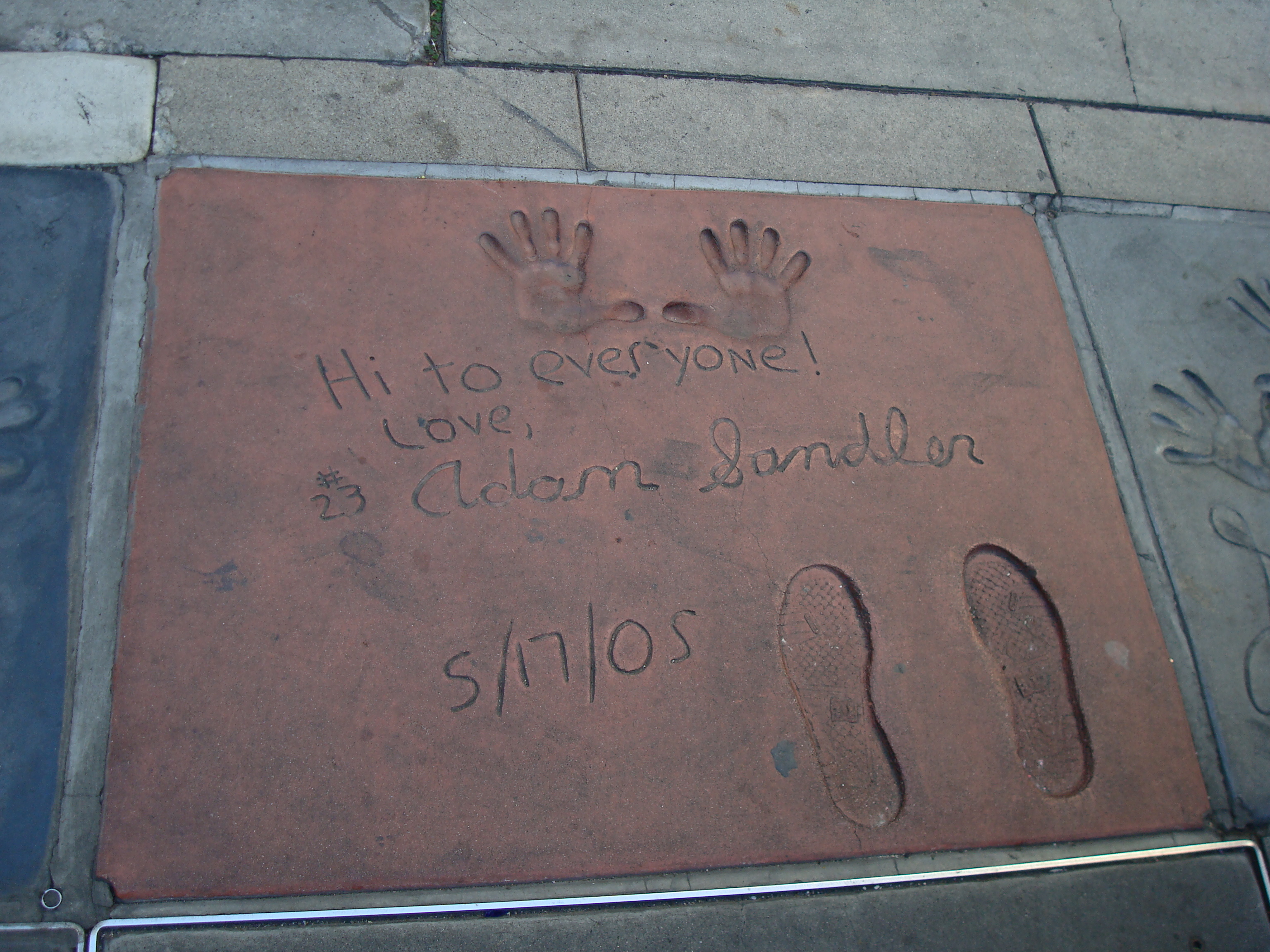
Sandler's handprints and shoeprints in front of Grauman's Chinese Theatre, 2008

Album phòng thu
| Năm  | Tựa đề                          | Chứng nhận  |
| ---- | ------------------------------- | ----------- |
| 1993 | They're All Gonna Laugh at You! | 2× Bạch kim |
| 1996 | What the Hell Happened to Me?   | 2× Bạch kim |
| 1997 | What's Your Name?               | Vàng        |
| 1999 | Stan and Judy's Kid             | Vàng        |
| 2004 | Shhh...Don't Tell               |             |